# UCI-BMX-Racing-Weltcup 2024
Der UCI-BMX-Racing-Weltcup 2024 wurde von Februar bis April 2024 ausgetragen. Durch die Union Cycliste Internationale wurden bei sechs Rennen an drei Standorten die Weltcup-Sieger im BMX-Rennsport ermittelt. Durch die hier vergebenen Weltranglistenpunkte hatten die Rennen großen Einfluss auf die Qualifikation zu den Olympischen Spielen 2024.

## Termine
Der ursprüngliche Terminkalender wurde bereits im Mai 2023 veröffentlicht und sah acht Rennen an vier Standorten vor, darunter in Papendal am 22. und 23. Juni. Der Lauf in Papendal wurde jedoch später abgesagt. Es blieben daher drei Doppel-Termine:
- Rotorua: 10. und 11. Februar
- Brisbane: 24. und 25. Februar
- Tulsa: 27. und 28. April

## Männer
| # | Datum       | Ort      | Erster        | Zweiter       | Dritter        |
| - | ----------- | -------- | ------------- | ------------- | -------------- |
| 1 | 10. Februar | Rotorua  | Romain Mahieu | Joris Daudet  | Simon Marquart |
| 2 | 11. Februar | Rotorua  | Joris Daudet  | Cédric Butti  | Niek Kimmann   |
| 3 | 24. Februar | Brisbane | Izaac Kennedy | Ross Cullen   | Jeremy Smith   |
| 4 | 25. Februar | Brisbane | Kye Whyte     | Cédric Butti  | Carlos Ramírez |
| 5 | 27. April   | Tulsa    | Niek Kimmann  | Izaac Kennedy | Cédric Butti   |
| 6 | 28. April   | Tulsa    | Niek Kimmann  | Izaac Kennedy | Kamren Larsen  |

Gesamtwertung
| Platz | Name           | Punkte |
| ----- | -------------- | ------ |
| 1     | Izaac Kennedy  | 1787   |
| 2     | Cédric Butti   | 1764   |
| 3     | Niek Kimmann   | 1456   |
| 4     | Kamren Larsen  | 1178   |
| 5     | Simon Marquart | 1172   |
| 6     | Carlos Ramírez | 1143   |

## Frauen
| # | Datum       | Ort      | Erste           | Zweite           | Dritte           |
| - | ----------- | -------- | --------------- | ---------------- | ---------------- |
| 1 | 10. Februar | Rotorua  | Saya Sakakibara | Laura Smulders   | Beth Shriever    |
| 2 | 11. Februar | Rotorua  | Saya Sakakibara | Beth Shriever    | Manon Veenstra   |
| 3 | 24. Februar | Brisbane | Zoé Claessens   | Saya Sakakibara  | Manon Veenstra   |
| 4 | 25. Februar | Brisbane | Zoé Claessens   | Saya Sakakibara  | Alise Willoughby |
| 5 | 27. April   | Tulsa    | Saya Sakakibara | Manon Veenstra   | Alise Willoughby |
| 6 | 28. April   | Tulsa    | Saya Sakakibara | Alise Willoughby | Sienna Pal       |

Gesamtwertung
| Platz | Name             | Punkte |
| ----- | ---------------- | ------ |
| 1     | Saya Sakakibara  | 2860   |
| 2     | Manon Veenstra   | 1996   |
| 3     | Alise Willoughby | 1880   |
| 4     | Beth Shriever    | 1488   |
| 5     | Zoé Claessens    | 1273   |
| 6     | Molly Simpson    | 1270   |

## Männer U23
| # | Datum       | Ort      | Erster            | Zweiter           | Dritter           |
| - | ----------- | -------- | ----------------- | ----------------- | ----------------- |
| 1 | 10. Februar | Rotorua  | Jack Greenough    | Bennett Greenough | Noah Elton        |
| 2 | 11. Februar | Rotorua  | Bennett Greenough | Oliver Moran      | Joshua Jolly      |
| 3 | 24. Februar | Brisbane | Jesse Asmus       | Oliver Moran      | Marco Radaelli    |
| 4 | 25. Februar | Brisbane | Oliver Moran      | Marcus Leth       | Bennett Greenough |
| 5 | 27. April   | Tulsa    | Jordan Callum     | Tasman Wakelin    | Joshua Jolly      |
| 6 | 28. April   | Tulsa    | Oliver Moran      | Jesse Asmus       | Jordan Callum     |

Gesamtwertung
| Platz | Name              | Punkte |
| ----- | ----------------- | ------ |
| 1     | Oliver Moran      | 719    |
| 2     | Bennett Greenough | 622    |
| 3     | Jesse Asmus       | 527    |
| 4     | Jordan Callum     | 494    |
| 5     | Joshua Jolly      | 460    |
| 6     | Federico Capello  | 432    |

## Frauen U23
| # | Datum       | Ort      | Erste             | Zweite            | Dritte         |
| - | ----------- | -------- | ----------------- | ----------------- | -------------- |
| 1 | 10. Februar | Rotorua  | Teya Rufus        | Ava Corley        | Jui Yabuta     |
| 2 | 11. Februar | Rotorua  | Ava Corley        | Isabell May       | Teya Rufus     |
| 3 | 24. Februar | Brisbane | Teya Rufus        | Isabell May       | Aiko Gommers   |
| 4 | 25. Februar | Brisbane | Teya Rufus        | Isabell May       | Emily Hutt     |
| 5 | 27. April   | Tulsa    | Teya Rufus        | Grecia Cristodulo | Valerie Vossen |
| 6 | 28. April   | Tulsa    | Mckenzie Gayheart | Sabina Košárková  | Sharid Fayad   |

Gesamtwertung
| Platz | Name              | Punkte |
| ----- | ----------------- | ------ |
| 1     | Teya Rufus        | 849    |
| 2     | Isabell May       | 651    |
| 3     | Veronika Stūriška | 428    |
| 4     | Emily Hutt        | 422    |
| 5     | Sabina Košárková  | 379    |
| 6     | Jui Yabuta        | 325    |